# Comuna Novoiuriivka, Novîi Buh
Novoiuriivka (în ucraineană Новоюр'ївка) este o comună în raionul Novîi Buh, regiunea Mîkolaiiv, Ucraina, formată din satele Biloțerkivka, Maksîmivka, Novoiuriivka (reședința) și Novokosteantînivka.

## Demografie
Componența lingvistică a comunei Novoiuriivka
     Ucraineană (93,38%)
     Rusă (4,18%)
     Română (2,18%)
     Alte limbi (0,17%)
Conform recensământului din 2001, majoritatea populației comunei Novoiuriivka era vorbitoare de ucraineană (93,38%), existând în minoritate și vorbitori de rusă (4,18%) și română (2,18%).